# Наполеон-газ
«Наполеон Газ» — немой научно-фантастический агитационный художественный фильм.

## Сюжет
Корсиканский инженер-химик Наполеон Гинимер (Евгений Боронихин) изобрёл новый вид химического оружия — газ, который сжигает всё живое. Учёный амбициозен, и просит очень много денег за своё смертельное изобретение, но предложения от заинтересованных стран пока не поступают.
Военный министр США (Иона Таланов), по совместительству являющийся главой фашистского ордена «Чёрный клан», давно вынашивает идею решающего удара по СССР. Он хочет во что бы то ни стало получить новое смертельное оружие. Сначала формулу отравляющего газа пытаются выкрасть у Гинимера, а его самого - убить. Для этой цели сёстры Грант (Ольга Спирова, Надежда Фридланд) ночью проникают в отель, где остановился химик. Впрочем, ожидая кражи, Гинимер заменил конверт с формулами запиской с предложением купить его изобретение. Члены ордена понимают, что гораздо лучшая идея — это заполучить самого Гинимера, а Гинимер понимает, что в случае отказа он будет убит фашистами.
Итак, Наполеон Гинимер едет в США, где он получает должность главного инженера фабрики «Дуган», производящей отравляющие вещества под видом анилина. Рабочие фабрики восстают, отказываясь производить оружие для истребления человечества, но восстание жестоко подавлено. Фашисты Америки и Европы на внеочередном собрании принимают Наполеона Гинимера в свои ряды, и он получает новое имя — Наполеон Газ.
Газ становится командиром эскадрильи, которая должна сбросить бомбы со смертельным газом на СССР. Первая цель, которая должна быть уничтожена, — это Ленинград. Наполеон Газ создаёт опорный аэродром в Парголово. На поле приземляется эскадрилья Наполеона Газа.
Эскадрилья вылетает в сторону Ленинграда со смертельным грузом. Часть самолётов удаётся сбить с помощью радиоуправляемых беспилотников «Аэро-Радио-Хим», часть — силами зенитной артиллерии, часть — войсками РККВФ. Эскадрилья уничтожена, в Парголово направляется кавалерия, чтобы захватить самого Наполеона Газа и всех его подручных.
Наталья Иванова, советский инструктор-химик, нападает и стреляет в Наполеона Газа. На этом сохранившаяся копия фильма обрывается.

## В ролях
- Евгений Боронихин — Гинимер/Наполеон Газ
- Иона Таланов — военный министр/глава «Чёрного Клана»
- Ольга Спирова — Ирма Грант
- Елена Чайка — Наталья Иванова
- Яков Гудкин
- Роман Рубинштейн — Джим Дуган
- Пётр Подвальный — главный инженер
- Ирина Володко
- Константин Гибшман

## Съёмочная группа
- Режиссёр: Семён Тимошенко
- Сценарист: Семён Тимошенко
- Оператор: Святослав Беляев
- Художник: Евгений Еней